# Елисеевский сельский совет (Приморский район)
Елисеевский сельский совет (укр. Єлисеївська сільська рада) — входит в состав
Приморского района
Запорожской области
Украины.
Административный центр сельского совета находится в 
с. Елисеевка.

## Населённые пункты совета
- с. Елисеевка